# САЖЕМ
САЖЕМ (на френски: SAGEM, пълно име Société d'Applications Générales d'Électricité et de Mécanique S.A.) е бивше френско акционерно дружество, основано през 1924 г. Фирмата се специализира в електрониката и мобилните телекомуникации, изпълнява поръчки за военно оборудване.
Към 2003 г. фирмата има 14 675 служители и оборот от 3,18 млрд. евро, а общата печалба на компанията възлиза на 120 млн. евро. Във Франция фирмата е лидер в производството на мобилни телефони.
През май 2005 г. фирмата се слива с военнопромишления концерн СНЕКМА (SNECMA). Името на новото обединение е САФРАН (SAFRAN Group), а седалището е в Париж. Телекомуникационният бизнес на САЖЕМ става компания-дъщерно подразделение на SAFRAN Group под името SAGEM Communications. Частта от САЖЕМ, която се занимава с военното електронно оборудване, се нарича SAGEM Défense Sécurité.